# Qaneith
Qaneith (auch Qa-Neith) war eine altägyptische Angehörige des Königshauses oder Nebengemahlin unter König (Pharao) Den (1. Dynastie).

## Belege
Ihr Name findet sich auf einer polierten Kalksteinstele, die in einem der Nebengräber von Dens Grabanlage gefunden wurde. Auf diesem Grabstein trägt sie zwei äußerst seltene Titel mit unsicherer Lesung. Peter Kaplony liest Seqer-Semtj („Kriegsgefangene des Semti“) und Djefa-Heru („Ernährerin(?) des Horus“). Wolfgang Helck hingegen liest Setret-Khastj („Die von [König] Khastj ausgezeichnete“) und „Hetemet-Heru“ („Die von Horus Geschmückte“). Es handelte sich vermutlich um Privilegientitel für königliche Mätressen.

## Grab
Qaneith wurde in einem Nebengrab in der königlichen Nekropole Tomb U des Den zu Abydos bestattet. Bis zum Beginn der 2. Dynastie war es altägyptische Tradition, dass ein Teil der Angehörigen des Königshauses in Nebengräbern bestattet wurde, die architektonisch direkt in die königliche Grabanlage integriert waren. Diese Tradition wurde unter König Qaa mit dessen Regierungsende aus noch nicht näher geklärten Gründen aufgegeben.